# Pont de los Remedios
Pour les articles homonymes, voir Remedios.
Le Pont de los Remedios  (en castillan Puente de los Remedios) est un pont de Séville (Andalousie, Espagne).

## Étymologie
Il a premièrement été baptisé Pont du Généralissime (Puente del Generalísimo), en l'honneur du Général Franco. Ce nom rappelant une période de l'histoire espagnole que beaucoup veulent oublier, il a été renommé du nom du quartier de Los Remedios, qu'il relie au centre historique. Lui-même doit son nom à l'ancien couvent de Carmelita de Los Remedios.

## Situation
En partant du nord de la ville, il est le huitième pont à enjamber la darse du Guadalquivir qui traverse Séville du nord au sud. Il quitte la rive gauche de la darse du Guadalquivir en regard du Parc de María Luisa, à l'endroit du monument aux Marins Volontaires, où se rejoignent le Paseo de las Delicias et l'avenue de María Luisa. Il atteint la rive droite dans le district de Los Remedios, au niveau du giratoire de las Cigarreras. Il se prolonge vers l'ouest par la rue Virgen de Luján.

## Histoire et Construction
La construction du pont de Los Remedios a été rendue nécessaire par le développement important de la rive droite de la darse du Guadalquivir, et notamment du district de Los Remedios, dans les années 1950.
Il est l'œuvre de l'architecte Fernández Casado. Il s'agit d'un pont à poutres: le tablier du pont est soutenu par quatre piles: trois de huit piliers (une sur la rive gauche et deux sur la rive droite), et une de six piliers au milieu du fleuve. Il est constitué de six voies ouvertes à la circulation (trois dans chaque sens), d'une voie centrale de service et de deux trottoirs, pour une largeur totale de 29 m.

### Sources et bibliographie
- (es) http://puentesevilla.iespana.es, « Puente de Los Remedios o Generalísimo » (consulté le 10 décembre 2007)
- (es) http://www.sevillaguia.com, « Los Remedios » (consulté le 10 décembre 2007)
- (es) http://sevilla.vivelaciudad.es, « Puente de Los Remedios » (consulté le 10 décembre 2007)